# Alophonota pierretii
Alophonota pierretii är en insektsart som först beskrevs av Blanchard 1837.  Alophonota pierretii ingår i släktet Alophonota och familjen Romaleidae. Inga underarter finns listade i Catalogue of Life.